# Patricia Faessler
Patricia Faessler (n. 12 noiembrie 1974 în Zürich) este o artistă și fotomodel elvețian.

## Date biografice
Faessler a început încă de la vârsta de patru ani să ia ore de balet și teatru la o școală renumită din Elveția. Inițial a trăit în orașul Brüssel/Bruxelles, unde a avut ocazia să vorbească mai multe limbi. Începând de la vârsta de 16 ani a lucrat în timpul ei liber ca fotomodel.
În anul 1991 a fost una dintre cele 10 finaliste la concursul Elite Model Look. A făcut reclamă de îmbrăcăminte pentru firma elvețiană Tally Weijl. Doi ani mai târziu a câștigat titlul de Miss Elveția, ca în 1994 să fie clasată pe locul 6 la concursul Miss Universe. Faessler a fost descoperită de agenția de modă a lui Eileen Ford, după care a urmat o carieră de succes cu prezentări de modă în Paris, Milano, Londra și New York. Ea a apărut pe prima pagină a revistelor Harper's Bazaar sau Cosmopolitan, a prezentat creațiile de modă ale caselor Lacoste, Max Mara, L'Oréal și Romeo Gigli. Din anul 2006 a început să fotografieze, creațiile ei fotografice fiind expuse în Elveția. În ultimul timp Faessler s-a angajat pentru proiecte sociale ca de exemplu sprijinirea unei clinici de copii din Zürich sau ajutorarea copiilor din Africa. Predă la diferite seminare pentru fete pe tema concursurilor de frumusețe, prezentând și aspectele negative ale acestor concursuri.